# Terebra guineensis
Terebra guineensis é uma espécie de gastrópode do gênero Terebra, pertencente à família Terebridae.